# Ypsilon1 Eridani
Ypsilon1 Eridani (υ1 Eridani, förkortat Ypsilon1 Eri, υ1 Eri) som är stjärnans Bayerbeteckning, är en ensam stjärna belägen i den östra delen av stjärnbilden Eridanus. Den har en skenbar magnitud på 4,51 och är svagt synlig för blotta ögat där ljusföroreningar ej förekommer. Baserat på parallaxmätning inom Hipparcosuppdraget på ca 25,7 mas, beräknas den befinna sig på ett avstånd på ca 127 ljusår (ca 39 parsek) från solen.

## Egenskaper
Ypsilon1 Eridani är en orange till röd jättestjärna av spektralklass K0 III-IV. Den har en massa som är ca 55 procent större än solens massa, en radie som är ca 7 gånger större än solens och utsänder från dess fotosfär 24 gånger mera energi än solen vid en effektiv temperatur på ca 4 940 K.